# Variante IHU del SARS-CoV-2
La Variante IHU es una variante del SARS-CoV-2, el virus que causa el COVID-19. El linaje PANGO del coronavirus ya está depositado en la base de datos GISAID bajo el nombre de B.1.640.2. En un estudio publicado en la revista científica MedRxiv revela que la variante IHU presenta 46 mutaciones y 37 deleciones, resultando en 30 sustituciones de aminoácidos y 12 deleciones.

## Clasificación

### Nomenclatura
La Organización Mundial de la Salud (OMS) declaró que la variante del coronavirus encontrada en Francia no se ha convertido en una gran amenaza desde que fue identificada por primera vez en noviembre. El Instituto Hospitalario Universitario de Marsella (IHU Méditerranée Infection) la bautizo con sus iniciales IHU.

## Impacto clínico
La variante se identificó en 12 personas en el sur de Los Alpes, en Francia, simultáneamente cuando se descubrió la variante ómicron en Sudáfrica el año pasado.

## Historia
La variante se descubrió por primera vez en una persona vacunada que viajó de Camerún a Francia, la cual habría sido detectada en noviembre del 2021 por el Instituto Hospitalario Universitario de Marsella.